# Jelenov žleb
Jelenov žleb este o localitate din comuna Ribnica, Slovenia.